# Mösbach
Mösbach ist ein Stadtteil von Achern im Ortenaukreis in Baden-Württemberg.
Mösbach ist eine Ortschaft im Sinne der baden-württembergischen Gemeindeordnung, das heißt, es gibt jeweils einen von den Wahlberechtigten bei jeder Kommunalwahl zu wählenden Ortschaftsrat mit einem Ortsvorsteher als Vorsitzenden. Zum Stadtteil Mösbach gehört lediglich der gleichnamige Wohnplatz.

## Geschichte
Mösbach wurde 1386 als Mestbach erstmals erwähnt. Es gehörte bis zum Reichsdeputationshauptschluss von 1803 zum Hochstift Straßburg und wurde danach dem badischen Oberamt Oberkirch bzw. später dem Bezirksamt Oberkirch unterstellt. Anders als die anderen Stadtteile kam Mösbach erst am 14. April 1859 zum Bezirksamt Achern und mit dessen Auflösung am 1. April 1924 zum Amt Bühl bzw. zum Landkreis Bühl. Die bis dahin selbstständige Gemeinde Mösbach wurde am 1. Januar 1973 nach Achern eingemeindet.

## Wappen
Die Blasonierung des ehemaligen Gemeindewappens lautet: „In Silber drei rote Kirschen mit zwei grünen Blättern an schwarzem Ast.“

## Bauwerke
- Katholische Kirche St. Roman Mösbach (erbaut 1862, neugotisch)

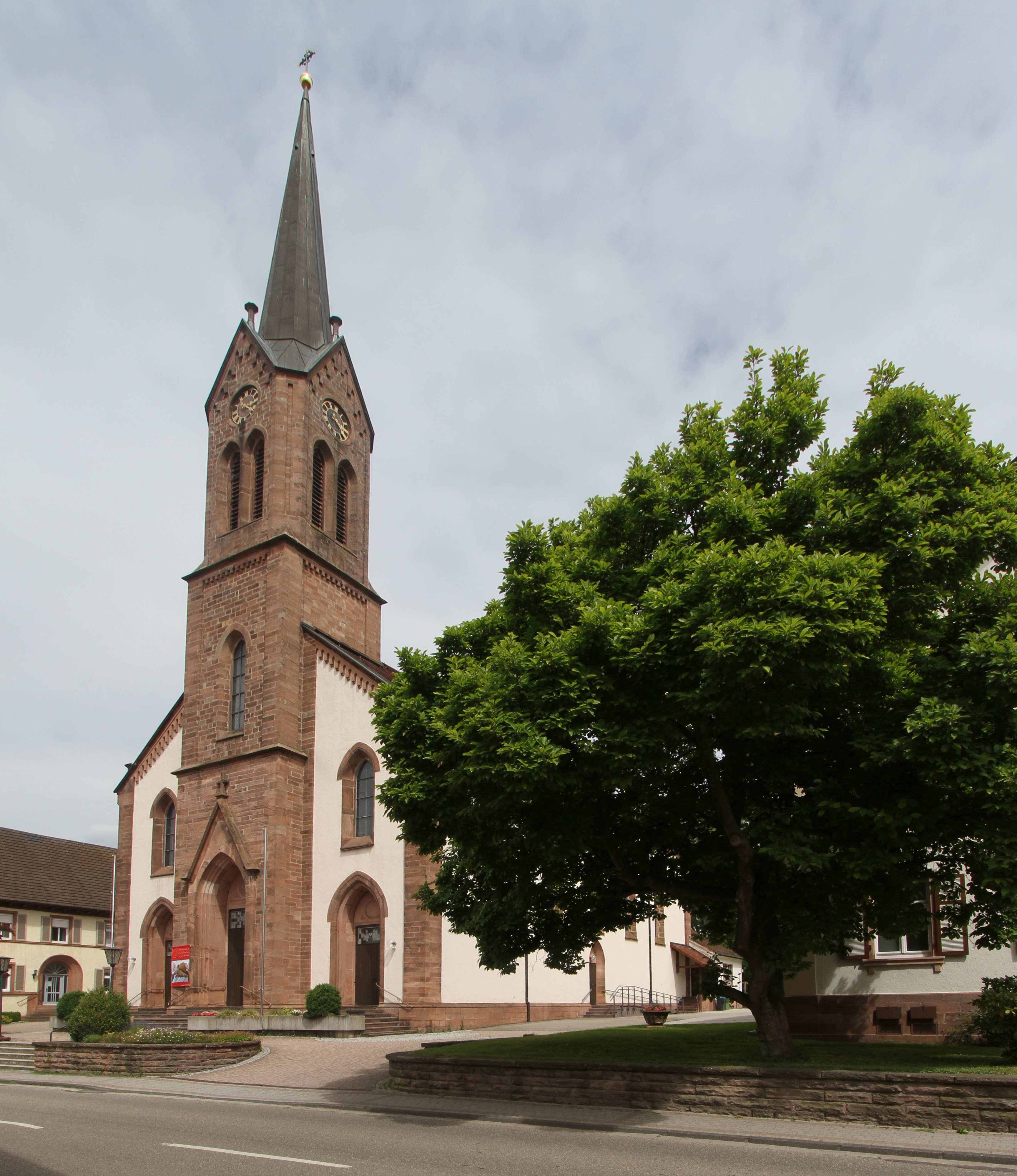
Katholische Kirche St. Roman

## Persönlichkeiten
- Ernesto Wilhelm de Moesbach (1882–1963), Kapuziner